# 마쓰오카 다이키
마쓰오카 다이키(일본어: 松岡 大起, 2001년 6월 1일~)는 일본의 축구 선수이다.

## 구단 경력
2018년 J1리그의 사간 도스에 입단하였다. 2021년 시미즈 에스펄스로 이적했다. 2024년 아비스파 후쿠오카로 이적했다.

## 국가대표팀 경력
그는 2022년 AFC U-23 아시안컵에 참가할 일본 U-23 국가대표팀에 발탁되었다.
2022년 아시안 게임에도 출전, 은메달 획득에 기여했다.